# Mellicta matrica
Mellicta matrica är en fjärilsart som beskrevs av Issekutz och Kovács 1954. Mellicta matrica ingår i släktet Mellicta och familjen praktfjärilar. Inga underarter finns listade i Catalogue of Life.